# Етантіол
Ета́нтіо́л або ети́лмеркапта́н — органічна сполука, представник ряду тіолів складу C2H5SH. За звичайних умов є безбарвною, леткою рідиною із відразливим запахом, що нагадує запах тухлих яєць. Етантіол перебуває у природі як компонент нафти та продукт гниття, його виділяють деякі види устриць. Він малорозчинний у воді, але добре розчинний в більшості органічних розчинників. 
Етантіол використовується як одорант для природного газу та у виробництві агрохімікатів.

## Отримання
Для отримання етантіолу послуговуються переважно реакціями алкілювання сірководню та солей сульфідної кислоти:
{\displaystyle \mathrm {C_{2}H_{5}I+KHS\longrightarrow C_{2}H_{5}SH+KI} }
{\displaystyle \mathrm {C_{2}H_{5}OH+H_{2}S{\xrightarrow {400^{o}C,\ ThO_{2}}}\ C_{2}H_{5}SH+H_{2}O} }
Також використовують реакцію приєднання сірководню до етилену у кислому середовищі:
{\displaystyle \mathrm {CH_{2}{=}CH_{2}+H_{2}S{\xrightarrow {H^{+}}}\ CH_{3}{-}CH_{2}SH} }

## Хімічні властивості
Кислотність етантіолу на декілька порядків вища, ніж у відповідного алканолу — етанолу: значення pKa для цих сполук складає 10,6 та 15,8 відповідно. 
При взаємодії з лугами етантіол утворює ряд етантіолятів:
{\displaystyle \mathrm {C_{2}H_{5}SH+NaOH\longrightarrow C_{2}H_{5}SNa+H_{2}O} }
Етантіол легко окиснюється до діалкілдисульфідів або сульфокислот (в залежності від сили окисника):
{\displaystyle \mathrm {2C_{2}H_{5}SH+I_{2}\longrightarrow C_{2}H_{5}{-}S{-}S{-}C_{2}H_{5}+2HI} }
{\displaystyle \mathrm {C_{2}H_{5}SH{\xrightarrow {KMnO_{4}}}C_{2}H_{5}{-}SO_{2}OH} }
Також діалкілсульфід можна отримати при взаємодії хлору у надлишку етантіолу:
{\displaystyle \mathrm {C_{2}H_{5}SH+Cl_{2}\longrightarrow C_{2}H_{5}SCl+HCl} }
{\displaystyle \mathrm {C_{2}H_{5}SCl+C_{2}H_{5}SH\longrightarrow C_{2}H_{5}{-}S{-}S{-}C_{2}H_{5}+HCl} }
Аналогічно до спиртів, етантіол реагує з алкілгалогенідами з утворенням естерів:
{\displaystyle \mathrm {C_{2}H_{5}SH+CH_{3}C(O)Cl\longrightarrow CH_{3}C(O){-}S{-}C_{2}H_{5}+HCl} }
Взаємодіючи з карбонільними сполуками — альдегідами, кетонами — утворюються меркаптоаналоги ацеталів і кеталів:
{\displaystyle \mathrm {C_{2}H_{5}{-}SH+CH_{2}O\longrightarrow HCH_{2}(OH){-}S{-}C_{2}H_{5}} }
{\displaystyle \mathrm {C_{2}H_{5}{-}SH+(CH_{3})_{2}CO\longrightarrow (CH_{3})_{2}C(OH){-}S{-}C_{2}H_{5}} }
При взаємодії з карбоновими кислотами та їхніми похідними етантіол утворює тіоестери:
{\displaystyle \mathrm {C_{2}H_{5}{-}SH+CH_{3}COOH\longrightarrow CH_{3}C(O){-}S{-}C_{2}H_{5}+H_{2}O} }
Під дією будь-якого активного радикала етантіол може віддавати атом гідрогену, утворюючи неактивний радикал:
{\displaystyle \mathrm {C_{2}H_{5}SH+R\bullet \longrightarrow C_{2}H_{5}\bullet +RH} }
При розкладанні етантіолу основними продуктами є етилен та сірководень; альтернативний хід реакції веде до утворення радикалів:
{\displaystyle \mathrm {C_{2}H_{5}SH\longrightarrow CH_{2}{=}CH_{2}+H_{2}S} }
{\displaystyle \mathrm {C_{2}H_{5}SH\longrightarrow C_{2}H_{5}\bullet +HS\bullet } }

## Токсичність
Етантіол виявляє посередню токсичність, що показало тестування на тваринах. Низькі концентрації (близько 4 мільйонних часток) викликають подразнення шкіри та очей, головний біль, нудоту, сповільнення дихання. Тривала експозиція при концентрації 4 м.ч. знижує чутливість нюху.
Гранично допустима концентрація складає 0,5 м.ч. (1 мг/м³).

## Застосування
Етантіол використовується як одорант побутового газу, котрий не має запаху. Застосовується у синтезі снодійного препарату сульфоналу, а також сільськогосподарських хімікатів (бутилату, циклоату, деметону, дисульфотону, оксидепрофосу, фенотіолу тощо).